# Język zagrożony wymarciem
Język zagrożony wymarciem – język wykazujący spadek liczby użytkowników, zwłaszcza wśród młodego pokolenia, co w bliższej lub dalszej przyszłości grozi jego zaniknięciem. Język jest uważany za „bezpieczny”, jeżeli istnieje duże prawdopodobieństwo, że dzieci społeczności mówiącej nim będą się nim posługiwały za 100 lat, „zagrożony”, jeżeli prawdopodobieństwo to jest niewielkie, i „wymierający”, jeżeli młode pokolenie użytkowników języka aktualnie się nim nie posługuje. 
UNESCO stworzyło pięciostopniową skalę służącą do oceny stopnia zagrożenia, biorąc pod uwagę przede wszystkim proces przekazywania języka następnym pokoleniom. Inne czynniki to: liczba osób posługujących się danym językiem, zakres użycia związany z możliwością sprostania wymogom nowoczesności, emocjonalne nastawienie użytkowników do swojego języka itp.
Obecnie języki zagrożone dzielą się według kryteriów Atlasu języków zagrożonych UNESCO na cztery grupy. Podobnie internetowa strona UNESCO kategoryzuje 2500 z istniejących języków w pięć poziomów zagrożenia:
1. zagrożone (unsafe) – językiem posługują się tylko niektóre dzieci lub też wszystkie dzieci, ale w ograniczonym zakresie
2. zdecydowanie zagrożone (definitely endangered) – językiem posługuje się głównie pokolenie rodziców i starsze
3. poważnie zagrożone (severely endangered) – języka używa głównie pokolenie dziadków i starsze
4. krytycznie zagrożone (critically endangered) – język zna tylko garstka osób z najstarszego pokolenia
5. wymarłe (extinct) – językiem nikt się już nie posługuje.

Z kolei Red Book of Endangered Languages („Czerwona księga zagrożonych języków”) opublikowana przez UNESCO stosuje trzy kategorie:
1. potencjalnie zagrożone (potentially endangered)
2. zagrożone (endangered)
3. poważnie zagrożone (severelly endangered)

Niezależnie od drobnych różnic w kategoryzowaniu, do języków potencjalnie zagrożonych wymarciem należy np. język białoruski, a spośród używanych obecnie przede wszystkim na terytorium Polski zagrożony wymarciem jest język kaszubski (ponad 50 tysięcy użytkowników) oraz język wilamowski (kilkadziesiąt osób w starszym wieku – krytycznie zagrożony).
Baza obecnie istniejących języków, stworzona i aktualizowana przez SIL International, obejmuje listę 6912 języków, z których ogromna większość to drobne języki plemienne, używane przez kilka tysięcy, kilkaset lub nawet kilkadziesiąt osób, głównie w Azji i Afryce. Ponad 50% języków traci użytkowników. Co więcej, ponad 80% języków to języki niemające formy pisanej.
Z tego względu w przypadku uznania danego języka za zagrożony wymarciem najpilniejszą sprawą jest jego udokumentowanie, czyli zapisanie jego gramatyki, słownictwa, nagrania tradycyjnej ustnej literatury itp. Jest to o tyle utrudnione, że niekiedy dany język jest już na co dzień nieużywany, a jedynie pamiętany przez kilka osób w podeszłym lub bardzo podeszłym wieku. Tak jest obecnie na przykład w przypadku języka ajnoskiego w Japonii. W 1905 roku zmarła ostatnia osoba pamiętająca język tasmański, od niej spisano zapamiętane z dzieciństwa pieśni w tym języku.
W niektórych przypadkach prowadzi się – z różnym powodzeniem – starania zmierzające do rewitalizacji języka. W takiej sytuacji jest na przykład język irlandzki czy język walijski.
Najbardziej spektakularną, zakończoną bezspornym sukcesem, próbą rewitalizacji języka już martwego, było odrodzenie języka hebrajskiego.

## Przykłady języków zagrożonych
- 152 języki w Australii i Oceanii

Np:
• Język maringarr (ok. 10 użytkowników)
• Język marithiel (ok. 15 użytkowników)
- 182 języki Indian amerykańskich

Np:
• Język haida (ok. 24 użytkowników)
- język wilamowski w Polsce (ok. 25 użytkowników)
- języki khoisan w południowej Afryce
- Języki fińskie

• Język liwski – Łotwa (wskrzeszany, nauczany w szkołach oraz wykładany na uniwersytecie Ryskim)
• Język ingryjski – Ingria (od 100 do 150 użytkowników)
• Język wotycki – Rosja (ojczysty dla 62 os., język wyuczony dla około 700 osób)
- Języki izolowane

Np:
• Język ajnuski – Japonia (ok. 10 użytkowników)
• Język kusunda – Nepal (7 użytkowników)
- języki lapońskie w Szwecji, Norwegii i Rosji[9]